# Gountouré-Gnégné
Gountouré-Gnégné est une commune située dans le département de Déou, dans la province d'Oudalan, région du Sahel, au Burkina Faso.